# Світовий Конґрес Українців
Світови́й Конґре́с Украї́нців (СКУ) (англ. Ukrainian World Congress) — міжнародна неурядова організація, координаційна надбудова українських громад у діаспорі, що представляє інтереси понад 20 мільйонів українців. До світової мережі СКУ входять українські діаспорні організації з понад 60 країн світу. Метою СКУ є міжнародна підтримка України, консолідація і розбудова світового українства та його організацій.

## Загальна інформація
|                                    |  |  |
| Ювілейна монета НБУ присвячена СКУ |  |  |

Світовий Конґрес Українців був заснований у 1967 році в Нью-Йорку під назвою Світовий Конґрес Вільних Українців (СКВУ). У 1993 році назва була змінена на сучасну.
СКУ є координаційною надбудовою українських громад у діаспорі, що вже понад 50 років діє для підтримки України та консолідації світового українства. До мережі СКУ входять українські діаспорні організації різних рівнів, від світових структур до центральних репрезентацій та крайових організацій. Серед членів СКУ — УККА (США), КУК (Канада), Європейський Конґрес Українців (Європа), Союз Українських Організацій в Австралії, Українська центральна репрезентація Аргентини, Українсько-Бразильська Центральна Репрезентація та багато інших — всього понад 150 організацій із понад 60 країн світу. У праці СКУ і його Раді Директорів беруть активну участь представники українських церков, світової спілки жінок —СФУЖО, молодіжної світової спілки — СКУМО (в минулому також ЦЕСУС).
СКУ здійснює реалізацію стратегічних пріоритетів через низку програм, які виконуються волонтерськими комітетами, радами, комісіями та робочими групами СКУ за підтримки офісів у Торонто, Києві, Брюсселі та Нью-Йорку. Кожна з програм СКУ пов'язана з виконанням Резолюцій Конґресів та Річних загальних зборів СКУ.
СКУ ефективно взаємодіє з урядом та владними структурами України, про що підписані меморандуми, та урядами багатьох країн світу для забезпечення ефективної міжнародної підтримки України в сучасних умовах.
У 2003 році СКУ був визнаний як неурядова організація зі спеціальним консультативним статусом Економічною та соціальною радою Організації Об'єднаних Націй.
У 2017 році на державному рівні в Україні відзначався ювілей — 50 років із часу заснування Світового Конґресу Українців.

## Завдання і стратегічні пріоритети
Основними завданнями СКУ є:
- представляти інтереси українців у діаспорі;
- координувати міжнародний зв'язок своїх складових організацій, які підтримують і розвивають українську національну ідентичність, дух, мову, культуру та надбання українців у всьому світі;
- сприяти розвитку громадянського суспільства українців у країнах їх проживання і в той же час зміцненню позитивного ставлення до українців і української держави;
- захищати права українців незалежно від місця їхнього проживання згідно із Загальною декларацією прав людини.

Стратегічними пріоритетами організації за підсумками XII Конгресу СКУ, який відбувся у жовтні 2023 року, визначено:
- підтримку України;
- протидію російській агресії;
- розбудову громад.

В умовах масштабної російської агресії Світовий Конґрес Українців: 
- працює на захист та всебічну допомогу Україні;
- здійснює адвокацію українських інтересів у світі;
- консолідує та підтримує українські громади у світі;
- сприяє та підтримує Збройні сили України;
- працює для відбудови зруйнованої інфраструктури України.

СКУ підтримує та координує міжнародну мережу своїх складових організацій у світі, які просувають розвиток української релігійної, мовної, духовної, історичної, культурної та соціальної спадщини, зміцнює  зв’язки українських громад і українців діаспори з Україною, у тому числі й з Урядом та громадянським суспільством.

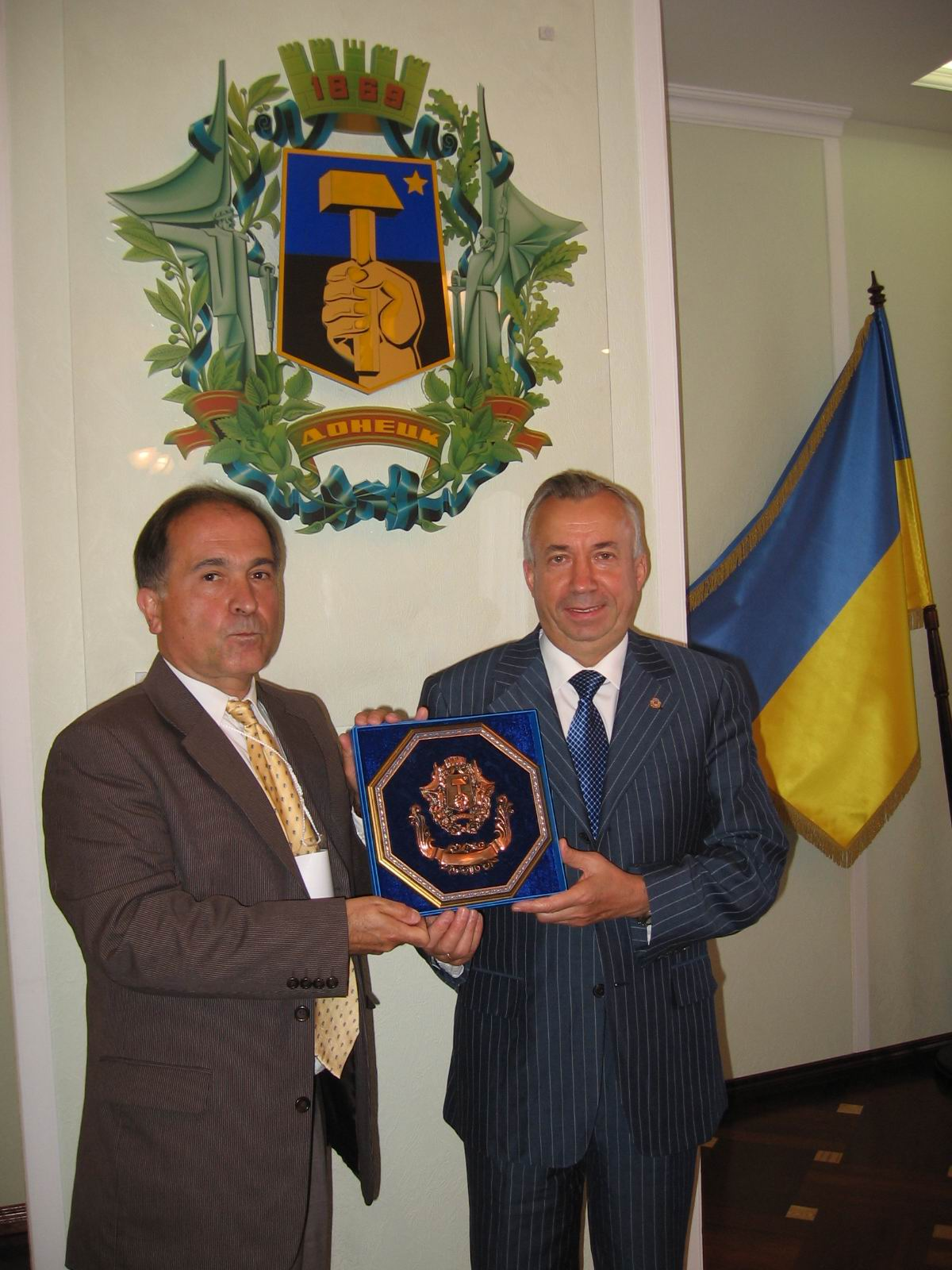
Президент Світового конґресу українців (1998—2008) Аскольд Лозинський приймає символічний дарунок — герб міста Донецька від мера Олександра Лук'янченка, Донецьк, 2007 рік

## Історія
Організація була заснована у 1967 році у місті Нью-Йорк під назвою Світовий Конґрес Вільних Українців (СКВУ). Метою новоствореної структури було «давати всю можливу допомогу українському народові в його змаганнях до волі й державної незалежності» та «координувати діяльність своїх членів».
У 1993 році, на першому конґресі СКВУ після відновлення незалежності України назва організації була змінена на сучасну — Світовий Конґрес Українців (СКУ). Змінилися й стратегічні пріоритети діяльності організації – СКУ зосередився на підтримці України шляхом сприяння розбудові демократичних процесів в українській державі, визнання України на міжнародній арені, допомога та розвиток українських громад у світі, зокрема у країнах пост-радянського простору, реалізації широкого кола суспільних проєктів. 
З початком російської військової агресії СКУ сфокусував свої ключові проєкти на захист України та всебічну допомогу українському народу.

### Передумови створення
Перші кроки на шляху до скликання світової надбудови українських організацій були зроблені ще у першій половині ХХ століття, однак безпосередньою передумовою скликання Конґресу стала підготовка, здійснена Панамериканською Українською Конференцією (ПАУК), заснованою у листопаді 1947 року у Нью-Йорку.
До складу ПАУК увійшли: Український Конґресовий Комітет Америки (УККА), Конґрес Українців Канади (КУК), Товариство прихильників української культури в Бразилії та Репрезентаційний Комітет українців Аргентини, Парагваю й Уругваю, а також представники українських організацій Чилі та Венесуели.
Провідну участь у роботі ПАУК та підготовці першого Конґресу української діаспори взяли отець Василь Кушнір, Президент Конґресу Українців Канади, Володимир Кохан, секретар КУК, Іван Сирник, редактор газети «Український голос», Микола Плав'юк, член Проводу українських націоналістів, Михайло Сосновський, керівник прес-бюро Ліги визволення України, Йосип Лисогір, член Українського Конґресового Комітету Америки та інші.

### 1967-1991: боротьба за відновлення незалежності України
З 1967 до 1991 року СКВУ проводив діяльність, спрямовану на відновлення державної незалежності України та активно співпрацював із міжнародною спільнотою для здійснення тиску на Радянський Союз для його деколонізації. Ключовими напрямами діяльності організації у цей час були:
- Боротьба проти колоніального становища України (протестні акції, конференції, друковані матеріали та звернення до міжнародних організацій). Ключові події: Велика маніфестація волі на Медісон-Сквер-Ґарден та Демонстрація за свободу України перед Постійним представництвом СРСР в ООН (Нью-Йорк, 1967).

- Викриття політичних репресій радянської влади з використанням Гельсінського процесу та підтримка національно-демократичних сил України (проведення тематичних акцій, пресконференцій, подання свідчень перед всесвітньовідомими інституціями та урядами держав, зустрічі з міжнародними високопосадовцями). Важлива подія: Мадридська акція СКУ (1979-1983 рр.), у рамках якої було висунуто вимоги про звільнення українських релігійних і політичних в'язнів.

- Захист Української Греко-Католицької та Української Автокефальної Православної Церков (випуск друкованих матеріалів, інформування міжнародних інституцій про релігійні переслідування в СРСР, проведення конференцій, молитовних акцій). Важлива подія: Акція оборони Церкви і віри в Україні (1976-1978 рр.).

- Інформування про тисячолітню історію української державності (проведення культурно-просвітницьких кампаній і заходів, випуск друкованих матеріалів). Важлива подія: Міжнародна акція до 1000-ліття хрещення Руси-України (1988).

### 1991-2014: розбудова незалежної демократичної України та розвиток світового українства
З прийняттям у 1991 році Акту проголошення незалежності України СКУ очолив діяльність української діаспори, спрямовану на становлення та утвердження України як суверенної, незалежної, демократичної, правової та соціальної держави, сприяючи їй у різних сферах життєдіяльності.
22 серпня 1992 року Микола Плав'юк, президент СКВУ у 1978-1981 рр., президент Української Народної Республіки в екзилі передав грамоту Державного центру УНР Президентові України Леоніду Кравчуку, засвідчивши, що українська незалежна держава, проголошена 24 серпня 1991 року, є правонаступницею Української Народної Республіки.
Під час Революції Гідності СКУ разом зі своєю мережею провів низку масштабних Євромайданів по всьому світу, а також заходів для протидії російській військовій агресії в Україні. Пріоритетом СКУ став також розвиток українських громад у світі, зокрема налагодження комунікації з українською діаспорою Росії та пост-радянських країн.
Ключовими напрямами діяльності організації у цей час були:
- Дипломатичне визнання української держави у світі (проведення акцій щодо дипломатичного визнання України країнами Заходу).
- Сприяння демократичним процесам в Україні (організація з 1999 року в Україні міжнародних спостережних місій на виборах). Важлива подія: місія СКУ та його складових організацій після Помаранчевої революції 2004 року, участь у якій взяли понад 2 500 спостерігачів.
- Сприяння економічному розвитку України (відновлення у 1992 році і подальший розвиток кредитного руху в Україні). Важлива подія: кампанія СКУ щодо скасування поправки Джексона-Вейніка у 2006 році, що дозволила Україні встановити нормальні торговельні стосунки із США.
- Розвиток освіти, науки і культури (започаткування в Україні Інституту професійного розвитку вчителів, проведення спільно з університетами України наукових конференцій, допомога у виданні освітніх друкованих матеріалів, зокрема про історію України).
- Розвиток українського спорту (надання допомоги українським спортивним командам під час Олімпійських ігор та міжнародних спортивних змагань).
- Гуманітарна допомога (координація надання Україні гуманітарної допомоги з боку діаспори).
- Боротьба з «русскім міром» і наростанням авторитарних тенденцій в Україні (акції проти порушень демократії в Україні та загроз «русского міра» через втягування України в Митний і Євразійський союзи).
- Адвокаційні акції із закликом до ЄС підписати Угоду про асоціацію між ЄС і Україною (зустрічі з високопосадовцями ООН, ЄС, Ради Європи і ОБСЄ та держав світу, системні заклики до моніторингу подій під час Євромайдану та до надання потерпілим учасникам Революції Гідності медичної і гуманітарної допомоги).
- Участь СКУ в Євромайдані в Києві та підтримка його учасників, проведення Євромайданів української діаспори у понад 60 містах 42-ох країн із закликом до міжнародної спільноти підтримати український народ у його бажанні до гідного життя та здійснювати тиск на режим Януковича в Україні для припинення порушень демократії.
- Підтримка та розвиток українських громад у світі. Важлива подія: за підтримки СКУ у 2011 році українській громаді Польщі було повернуто Народний дім у Перемишлі, який у неї був конфіскований під час акції «Вісла» у 1947 році.
- Підтримка українців Росії, Казахстану та країн пост-радянського простору. Важлива подія: СКУ здійснював заходи на захист Об'єднання українців Росії і Федеральної національно-культурної автономії українців Росії та щодо припинення намагань російських владних структур закрити Бібліотеку української літератури в Москві.

### 2014-2022: Протидія російській гібридній агресії
На першому етапі російської військової агресії, який розпочався у 2014 році, СКУ задіяв усі наявні ресурси для підтримки України в умовах гібридної російської агресії.
Ключовими напрямами діяльності організації у цей час були:
- Захист територіальної цілісності України (зустрічі з міжнародними високопосадовцями із закликом до рішучих заходів для припинення російської агресії, прийняття та посилення санкцій проти Російської Федерації, захисту прав і свобод потерпілих на незаконно окупованих територіях).
- Реалізація проєкту «Захист патріотів» — програми з тактичної медицини для захисників України, лікарів та бійців силових відомств України, що проходять за стандартами НАТО, та з залученням західних інструкторів-професіоналів, забезпечення українських воїнів індивідуальними аптечками натівського зразка та навчання основам першої допомоги.
- Ініціювання надання Україні необхідної міжнародної військової, фінансової та гуманітарної допомоги від світової спільноти.
- Протидія російській дезінформації (висвітлення реформ в Україні, інформування про реальний стан справ щодо російської військової агресії).
- Надання гуманітарної допомоги Україні від СКУ та його складових організацій.
- Відкриття Представництва СКУ зі зв'язків з міжнародними організаціями в Брюсселі для ефективного просування українських інтересів, зокрема європейської і євроатлантичної інтеграції України в умовах гібридної російської агресії.

### 2022 - сьогодні: Протидія повномасштабній російській агресії
Станом на вересень 2023 року СКУ зібрав більше 90 мільйонів доларів для підтримки Збройних сил України. У вересні 2023 президент СКУ повідомив, що організація передала 50 броньованих транспортних засобів та 70 військових вантажівок. Зокрема у квітні 2023 року СКУ передав 25 британських броньованих машин: 12 бронетранспортерів Spartan FV103, сім FV432 APC, два FV434 APC, один бронетранспортер Spartan SPA8, один Spartan SPA017 та дві машини медичної допомоги FV104 Samaritan. У вересні 2024 року було передано ще 15 британських бронетранспортерів.

## Структура
Світовий Конґрес Українців має таку структуру:
Конґрес
Найвищим органом СКУ є Конґрес, який згідно статуту організації відбувається кожні п'ять років у одній із країн світу. До компетенції Конґресу входить зокрема прийняття звіту Ради директорів, аналіз діяльності СКУ за минулий період та надання вотуму довіри Раді директорів та Екзекутивному комітету; обрання Екзекутивного комітету та Ради директорів СКУ, затвердження змін до статуту організації тощо.
Рада директорів та Екзекутивний комітет
Виконавчими органами СКУ є Екзекутивний комітет та Рада директорів. До Екзекутивного комітету СКУ входять Президент та віцепрезиденти організації, а також представник від Європейського Конґресу Українців. Діючим президентом СКУ є Павло Ґрод (Канада). Членами Екзекутивного комітету СКУ є Стефан Романів (перший віцепрезидент, Австралія), Ярослава Хортяні (друга віцепрезидентка, Угорщина), Андрій Футей (третій віцепрезидент, Сполучені Штати Америки), Петро Ревко (Сполучене Королівство), Зенон Коваль (Бельгія), Анатолій Мурга, Зенон Потічний та д-р Юрій Гуцуляк.
До Ради директорів СКУ входять члени Екзекутивного комітету, віцепрезиденти, регіональні віцепрезиденти та представники ключових країн-членів СКУ, директори представництв СКУ у світі.
Дорадча рада
Дорадча Рада СКУ надає стратегічні поради Президенту та Екзекутивному комітету Конґресу. До складу Дорадчої Ради СКУ входять видатні та незмінні прихильники України по всьому світі, які скеровують та підтримують Світовий Конґрес Українців, аби шляхом розширення спільноти реалізувати потенціал СКУ та забезпечити його майбутній успіх. Співголовами Дорадчої ради СКУ є Джеймс Темертей та Катерина Ющенко.
Представництво в Україні
Представництво СКУ в Україні з офісом у Києві засноване у 2015 році. Ключовим завданням Представництва є посилення співпраці та взаємодії між Україною та багатомільйонною українською діаспорою у світі. Представництво СКУ в Україні активно взаємодіє з органами державної влади, урядовими та громадськими інституціями, експертними та освітніми середовищами, церковними структурами.
У листопаді 2023 року представництво СКУ в Україні очолив колишній журналіст, народний депутат та посол країни в Канаді Андрій Шевченко. За словами Президента Світового Конґресу Українців Павла Ґрода, це дозволить значно посилити адвокаційний потенціал організації. 

## Члени СКУ
До світової мережі СКУ входять українські діаспорні організації з понад 60 країн світу. Члени СКУ діляться на повних та асоційованих. Участь у роботі СКУ також беруть Світова Федерація Українських Жіночих Організацій, Європейський Конґрес Українців, Світовий Конґрес Українських Молодіжних Організацій та українські церкви - Українська Греко-Католицька Церква, Православна Церква України та Українські Протестантські віроісповідні Церкви, які представляють в СКУ ними делеґовані особи. Українські церкви у своїх внутрішніх церковних справах є самостійні й незалежні від будь-яких дій і рішень СКУ.
Серед знакових складових організацій-членів СКУ:
- Канада, Конґрес Українців Канади
- США, Український конґресовий комітет Америки
- США, Українсько-Американська Координаційна Рада
- Австралія, Союз Українських Організацій в Австралії
- Аргентина, Українська центральна репрезентація в Аргентинській республіці
- Бельгія, Головна Рада українських громадських організацій Бельгії і Український Допомоговий Комітет у Бельгії
- Бразилія, Українсько-Бразильська Центральна Репрезентація
- Велика Британія, Союз українців у Великій Британії
- Естонія, Конґрес українців Естонії
- Греція, Товариство Української Діаспори в Греції «Українсько-грецька думка»
- Грузія, Координаційна Рада Українців Грузії
- Казахстан, Асоціація «Українці Казахстану»
- Латвія, Українське культурно-просвітнє товариство «Дніпро»
- Литва, Громада українців Литви
- Німеччина, Об'єднання Українських Організацій у Німеччині
- Норвегія, Українська громада в Норвегії
- Польща, Об'єднання українців у Польщі
- Португалія, Спілка Українців у Португалії
- Румунія, Союз українців Румунії
- Словаччина, Союз русинів-українців Словаччини
- Угорщина, Товариство Української Культури в Угорщині
- Узбекистан, Український Культурний Центр «Батьківщина» (Узбекистан)
- Франція, Репрезентативний комітет української громади Франції
- Хорватія, Союз русинів і українців Хорватії
- Чехія, Українська ініціатива в Чеській Республіці

## Президенти СКУ

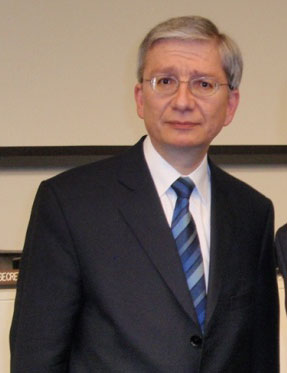
Евген Чолій — з 2008 року і до 27 листопада 2018 р. — президент СКУ

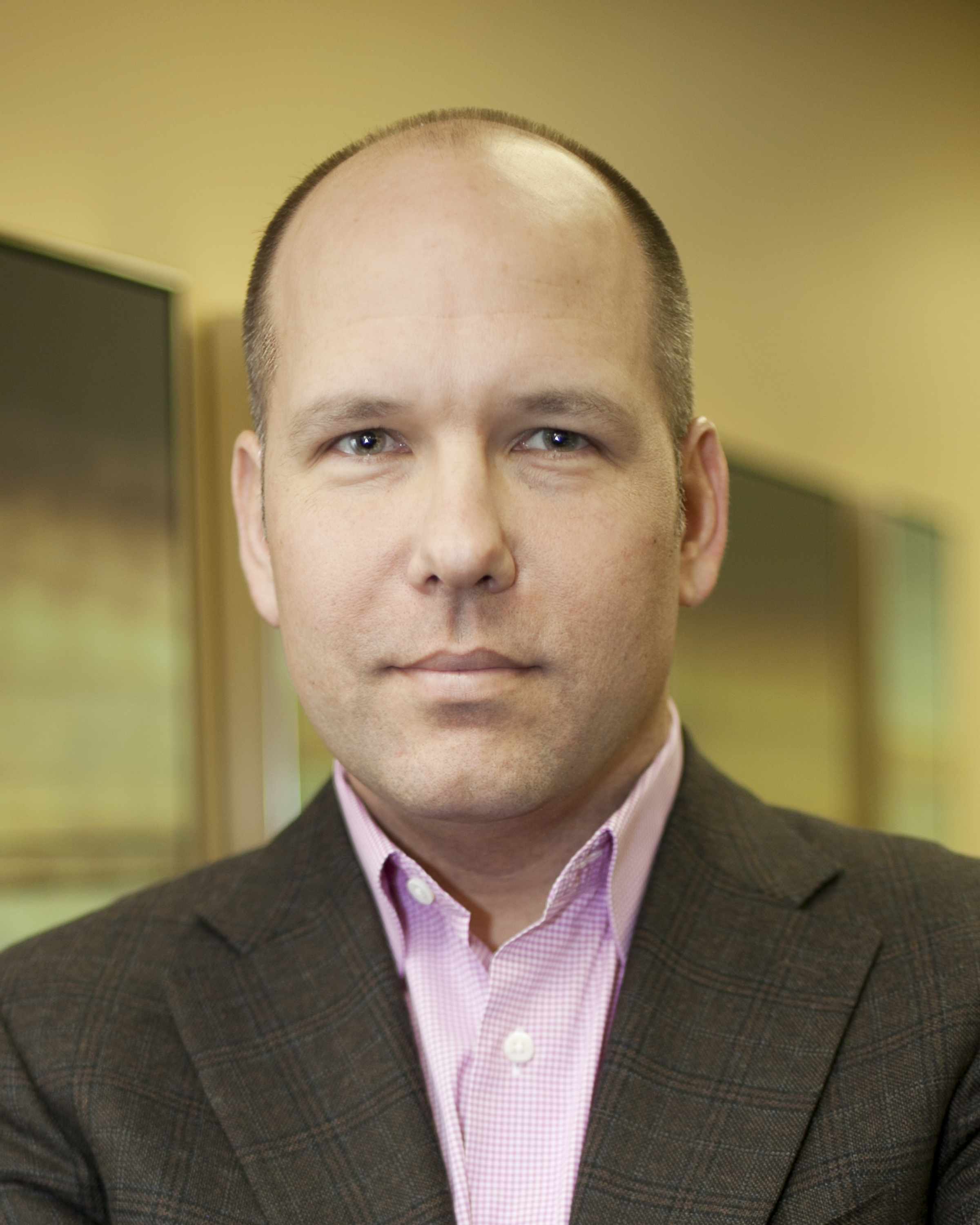
Павло Ґрод — з 27 листопада 2018 р. — президент СКУ

- Отець д-р Василь Кушнір (1973—1978, 1967—1969)
- Йосиф Лисогір (1969—1971)
- Антін Мельник (1971—1973)
- Микола Плав'юк (1978—1981)
- Іван Базарко (I981-1983)
- Петро Саварин (1983—1988)
- Юрій Шимко (1988—1993)
- д-р Дмитро Ціпивник (1993—1998)
- д-р Аскольд Лозинський (1998—2008)
- Евген Чолій (2008—2018)
- Павло Ґрод (2018-досі)

## Конгреси
З 1967 до 2023 року відбулося 11 конґресів СКУ, які проходили у США, Канаді та Україні.

### Перший Світовий Конґрес Вільних Українців (12-19 листопада 1967 року)
Перший конґрес СКВУ відбувся у Нью-Йорку, США за участі 1003 делегатів. Членами СКВУ стали: Український Конґресовий Комітет Америки (УККА), Комітет Українців Канади (КУК), Координаційний осередок українських громадських Центральних установ (Європа), Союз Українських Організацій Австралії, Українська Центральна Репрезентація Аргентини та Координаційний Комітет Українських Організацій Бразилії.
Завданнями СКВУ згідно статуту організації стали: а) давати всю можливу допомогу українському народові в його змаганнях до волі й державної незалежності, б) координувати діяльність своїх членів згідно з постановами й резолюціями Першого і чергових Конґресів.
У межах Конґресу пройшли світові з'їзди діячів української науки, культури, кооператорів, педагогів, жіноцтва, журналістів, студентства, молоді та інших. Конґрес обрав Президію на шестирічну каденцію за ротаційною системою: по два роки президія працювала у Канаді, США та Німеччині. Керівництво СКВУ очолив Президент о. Василь Кушнір (Канада), після якого Президентами були Йосиф Лисогір (США) та Антін Мельник (Німеччина).

### Другий Світовий Конґрес Вільних Українців (1–4 листопада 1973 року)
Другий конґрес СКВУ відбувся у Торонто, Канада за участі 1047 делегатів. Президію Конґресу склали: четвертий Президент о. Василь Кушнір, заступник Президента Микола Плав'юк, генеральний секретар Юрій Шимко, інформаційний секретар Юрій Даревич, скарбник Франко Мартинюк. Ключовими темами Конґресу стали: питання відновлення незалежності України, засудження імперської політики, захист дисидентів. Президія СКВУ організувала низку рад (Виховно-Освітню, Української Суспільної Служби) та комісій (оборони прав людини на чолі з сенатором Павлом Юзиком, культури та інші) для координації діяльності української спільноти в діаспорі. У рамках Конґресу відбувся урочистий концерт Maple Leaf Gardens за участю понад 16 тисяч українців.
В 1974 році СКВУ провів у вільному світі акцію оборони українських діячів культури (Валентина Мороза, Леоніла Плюща, Ніни Строкатої та інших), ув'язнених радянською владою.

### Третій Світовий Конґрес Вільних Українців (23-26 листопада 1978 року)
Третій Конґрес СКВУ відбувся у Нью-Йорку, США. Президентські функції розділили Микола Плав'юк та Іван Базарко. З нагоди Конґресу Президія СКВУ видала 10000 примірників брошури «В пошуках свободи; українці в діяспорі та в Україні».
На Конґресі виступили українські дисиденти — генерал Петро Григоренко та Надія Світлична, також взяли участь представники інших поневолених народів СРСР. У ході Конґресу було прийнято гасло — «За деколонізацію СССР — за визволення України!». З цього приводу 26 листопада 1978 року відбулася Маніфестація українців та представників інших поневолених народів.

### Четвертий Світовий Конґрес Вільних Українців (30 листопада— 4 грудня 1983 року)
Четвертий Конґрес СКВУ відбувся у Торонто, Канада. Його учасниками стали понад 1000 осіб, зокрема багато молоді. Гасло Конґресу — відзначення 50-ліття Голодомору в Україні. На Конґресі піднімались питання підготовки до відзначення 1000-ліття Хрещення Руси-України, боротьби зі злочинною політикою русифікації України Москвою тощо. Головою СКВУ обрано Петра Саварина. Було проведено соборну поминальну «Голодову маніфестацію» та екуменічну панахиду з нагоди вшанування жертв Голодомору в Україні.

### П'ятий Світовий Конґрес Вільних Українців (22-28 листопада 1988 року)
П'ятий Конґрес СКВУ відбувся у Торонто, Канада, під гаслом відзначення 1000–ліття Хрещення Руси-України. У Конґресі взяли участь українські дисиденти, які виконали роль представників України і виголосили вітання, це — Оксана Мешко, о. Володимир Романюк, Стефанія Січко, Ніна Строката, Микола Руденко та Данило Шумук. На Конґресі постали теми — допомоги українському народові у справі відновлення державності України, оцінка трагічних обставин Чорнобильської катастрофи. За ініціативою СКВУ у 1988 році було створено Міжнародну комісію юристів, яка мала дослідити свідчення Голодомору в Україні. Комісія дійшла висновків, що Голод 1932—1933 рр. в Україні був актом геноциду проти українського народу. Президентом СКВУ було обрано Юрія Шимка. З нагоди П'ятого Конґресу СКВУ відбувся ювілейний концерт.

### Шостий Світовий Конґрес Вільних Українців (2-7 липня 1993 року)
Шостий Конґрес СКВУ відбувся у Торонто, Канада, та припав на 60-ту річницю Голодомору в Україні, 25-ту річницю створення Світового Конґресу Вільних Українців та 75-ту річницю Акту проголошення незалежної української держави. Водночас, цей Конґрес був першим з часу проголошення незалежності України та синьо-жовтим прапором вітав на своїх засіданнях офіційних представників України. Гостями Конґресу були: Левко Лук'яненко, Іван Драч, Мирослав Чех (посол до польського Сейму від українського населення), Браян Малруні (прем'єр-міністр Канади), Микола Жулинський (віце-прем'єр-міністр України). До Екзекутиви СКУ увійшли: Президент СКУ Дмитро Ціпивник, перші заступники Президента Василь Верига та Олег Романишин, другий заступник Президента Оксана Соколик, Генеральний секретар СКУ Ярослав Соколик та фінансовий секретар Василь Самець.
Знаменною подією Конґресу стала зміна назви організації на Світовий Конґрес Українців (СКУ). У новому статуті першим завданням СКУ стало збереження української національної духовості, мови, культури та надбань українців поза межами української держави. Зазначалося, що у зв'язку з новими обставинами, найважливішими завданнями СКУ є: 1. Помагати українському народові та його владі розбудувати та закріпити українську державу; 2. Зберегти нашу ідентичність в усіх країнах нашого поселення.

### Сьомий Світовий Конґрес Українців (2-7 грудня 1998 року)
Сьомий Конґрес СКУ відбувся у Торонто, Канада, під гаслом: «Сильна діаспора — сильна Держава». Учасниками Конґресу стали делегати з 16-ти країн і 5-ти континентів. Серед почесних гостей були: Слава Стецько, Владика Любомир Гузар, Митрополит Василій (Федак), Іван Драч та ін. У рамках Конґресу відбулися засідання рад та комісій СКУ, круглі столи, а також було розгорнуто виставку про досягнення українців у світі. Під час урочистих заходів Конґресу за значний внесок в утвердження української мови в Україні, видання праць Михайла Грушевського та підтримку українознавчих студій, СКУ нагородив Петра Яцика, відомого канадського підприємця, мецената і філантропа українського походження, медаллю Святого Володимира. Новим Президентом СКУ було обрано Аскольда Лозинського.

### Восьмий Світовий Конґрес Українців (18-21 серпня 2003 року)
Восьмий Конґрес СКУ відбувся у Києві, Україна. Гаслом Конґресу стало: «Де живуть українці — там живе Україна». У Конґресі взяли участь 246 делегатів і більше 100 гостей із 32‑х країн світу, представники владних та громадських структур з України, члени українських організацій центрально- та східно-європейських країн. Почесними гостями були: Патріарх Філарет, Владика Любомир Гузар, Віктор Ющенко, Оксана Соколик, Микола Плав'юк, Михайло Горинь, Юрій Шухевич, Надія Світлична та ін. У рамках відзначення 70-ліття трагедії Голодомору в Україні учасники Конґресу вшанували пам'ять жертв трагедії 1932—1933 рр. біля Софії Київської та біля Михайлівського собору. Урочисте закриття Конґресу відбулося у Київській міській раді.

### Дев'ятий Світовий Конґрес Українців (20-22 серпня 2008 року)
Дев'ятий Конґрес СКУ відбувся у Києві в Українському домі. У ньому взяло участь 209 делегатів із 23 країн світу, крім них на конґресі були присутні почесні гості з України — Президент України Віктор Ющенко, прем'єр-міністр Юлія Тимошенко, Святійший Патріарх УПЦ КП Філарет, віце-прем'єр-міністр Іван Васюник, міністр закордонних справ Володимир Огризко, міністр культури і туризму Василь Вовкун, міністр у справах сім'ї, молоді і спорту Юрій Павленко, заступник міністра закордонних справ з питань закордонного українства Василь Боєчко, голова Служби безпеки України Валентин Наливайченко, представники українських церков різних конфесій, державних інституцій і громадських організацій та багато гостей з різних держав світу.
До складу СКУ було прийнято п'ять нових організацій — з Латвії, Узбекистану, Хорватії, США та Канади. Відбулися сесії рад і комісій. До Екзекутивного комітету увійшли: Президент — Евген Чолій (Канада), перший заступник Президента — Ярослава Хортяні (Угорщина), другий заступник Президента — Марія Шкамбара (Канада), генеральний секретар — Стефан Романів (Австралія), фінансовий референт — Тамара Денисенко (США), скарбник — Богдан Пагута (Канада). Президент СКУ наголосив на започаткуванні нового етапу партнерства між українськими громадами світу та Україною і діаспорою та закликав усіх до активної співпраці для загального добра. У рамках Конґресу відбувся багатолюдний жалобний похід, присвячений 75-ій річниці Голодомору в Україні.

### Десятий Світовий Конґрес Українців (20-22 серпня 2013 року)
Десятий Конґрес СКУ відбувся у Львові, Україна, за участі 208 делегатів та 350 гостей із 27-ми країн світу та всіх областей України. На Конґресі були присутні представники владних структур України та лідери опозиційних партій. Х Конґрес СКУ розпочався з походу вулицями Львова і панахидою пам'яті жертв Голодомору в Україні 1932–33 років перед пам'ятником Тарасові Шевченку на головній площі міста. Офіційне відкриття Конґресу відбулося у Львівському національному академічному театрі опери та балету імені Соломії Крушельницької.
Ключові події Х Світового Конґресу Українців відбулися у Національному університеті «Львівська політехніка», співорганізатором заходів став Міжнародний інститут освіти, культури та зв'язків з діаспорою. На порядок денний було винесено три важливі ключові теми для світового українства: «Євроінтеграція — запорука незалежності України та сприяння її демократизації», «Світове українство у просуванні спільних інтересів» та «80-та річниця Голодомору в Україні 1932—1933 років». У рамках Конґресу відбулися звіти керівних органів, комісій та рад. Учасники взяли участь в обговоренні тематики Конґресу під час круглих столів, презентацій та засідань рад і комісій.
50-річчя СКУ
У 2017 році СКУ відзначив своє 50-річчя. Урочисті заходи відбувалися 26 серпня в Києві та з 27 по 29 серпня у Львові. Також з нагоди 50-річчя відбулася серія конгресів. Найвагомішим із них є «СКУ в 50 років і далі: Північноамериканський вектор», що відбувся 16 серпня у Нью-Йорку, напередодні 72-ї сесії Генеральної асамблеї ООН.

### Одинаднятий Світовий Конґрес Українців (24-27 листопада 2018 року)
Одинаднятий Конґрес СКУ відбувся у Києві, Україна, у приміщенні Президент-Готелю. Участь в події взяли 248 делегатів з 26 країн — представники численних організацій, що входять в структуру СКУ. Конґрес пройшов під гаслом зміцнення української державності перед лицем небезпеки, яку становить діяльність Російської Федерації для України та всього світу. В своєму зверненні під час звіту діяльності СКУ за 2013—2018 рр., чинний Президент СКУ Евген Чолій наголосив, що цей період був одним з найбільш складних та водночас багатообіцяючих в історії сучасної України.
Зміцнення зв'язків світового українства та збільшення його політичного впливу обговорювалося і на першій пленарній сесії Конґресу на тему «СКУ в 2025 році — розробка стратегій ефективного розвитку». В своїх зверненнях спікери сесії закликали представників громад до більш злагодженої та координованої роботи над спільними викликами, що постають перед Україною, а також нагадали, що всі українці, незалежно від місця проживання, мають сприймати себе та діяти як єдиний народ.
Новим головою СКУ було обрано Павла Ґрода, президента Конґресу українців Канади, який підкреслив: «Українська діаспора є однією з найпотужніших діаспор в світі, бо ми єдині. Найголовніше для нас зараз — створити стратегію подальшої співпраці в діаспорі, щоб забезпечити захист українського суверенітету. Ми повинні мати дуже сильні громади, які стануть моральним хребтом України, а також зосередитись на розбудові інституцій».

## Діючі програми
СКУ від самого початку приділяв особливу увагу питанням охорони і захисту людських і національних прав українців; міжнародного визнання Голодомору 1932-33 років як акту геноциду (що на сьогодні офіційно зробили 16 країн); демократизації України та її інтеграції до Європейського Союзу; зміцнення України як держави і непорушності її кордонів; спостереження за виборами, у тому числі й Міжнародна місія СКУ зі спостереження за парламентськими виборами в Україні 2012 р. (найбільша в своєму роді не фінансована урядом місія); соціальні та економічні питання, що стосуються економічної міграції з України; сприяння розвитку української мови в Україні та в діаспорі, а також глобальної проблеми торгівлі людьми.
Від початку повномасштабного вторгнення Російської Федерації в Україну організація також зосередила свою увагу на системній підтримці і допомозі Збройним силам України.

### Unite with Ukraine
UniteWithUkraine — глобальна ініціатива СКУ зі збору пожертв на забезпечення нагальних потреб української армії та суспільства в умовах російської військової агресії. Станом на червень 2023 року Unite with Ukraine закупила та доставила військової допомоги для захисників України на суму понад 40 мільйонів доларів за рахунок пожертв, зібраних у понад 70 країнах світу.
У рамках ініціативи діє Стратегічна консультативна рада, що складається з визнаних і високопоставлених колишніх генералів тих країн, які підтримують боротьбу України проти російської агресії, яку очолює канадський генерал Рік Гільєр, колишній начальник штабу оборони та старший командувач військовими силами у декількох військових кампаніях.

### Армія дронів
У липні 2022 року СКУ та Міністерство цифрової трансформації України підписали Меморандум про співробітництво щодо підтримки платформи UNITED24 в реалізації проєкту «Армія дронів». Проєкт є комплексною програмою, що включає закупівлю, доставку, технічне обслуговування та оперативну заміну дронів, а також навчання пілотів. Лише за липень 2022 року на честь Дня незалежності України СКУ зібрав 600 тисяч доларів США на закупівлю дронів та супутнього обладнання і став другим найбільшим жертводавцем проєкту, за що отримав почесну відзнаку від Президента України Володимира Зеленського.

### Комітет з питань економічного розвитку України та інвестицій
Комітет надає можливості українцям діаспори як підприємцям, інвесторам, партнерам налагоджувати зв'язки та сприяти економічному зростанню та розвитку України. Комітет зміцнює роль українців діаспори як стратегічних агентів трансформації та змін заради України. Заходи комітету неодноразово проходили у рамках таких форумів: Всесвітній економічний форум (Давос, Швейцарія), Конференція з питань реформ в Україні, «RE: think. Invest in Ukraine» (Маріуполь, Україна), Форум «Європа-Україна» (Ряшів, Польща), Економічний форум «Криниця» (Криниця, Польща).

### Рада Міжнародної політики
Рада єднає у своєму складі міжнародно визнаних експертів з міжнародної політики та лідерів думок. Рада формує та провадить міжнародною адвокацією СКУ на підтримку мирних ініціатив та процесів в Україні, євроатлантичної інтеграції та демократичних реформ. Через офіси СКУ в Нью-Йорку, Торонто, Києві та Брюсселі Міжнародна Рада співпрацює з урядами, громадянським суспільством та міжнародними організаціями для підсилення програм публічної дипломатії СКУ. Рада працює зі складовими організаціями СКУ над розвитком адвокації на виконання стратегічних пріоритетів та місії СКУ. Рада провела низку міжнародних конференцій, круглих столів та панельних дискусій за участі провідних світових та українських експертів, політичних, громадських діячів.

### Міжнародний координаційний комітет у справі Голодомору
Комітет сприяє міжнародному визнанню Голодомору як геноциду українського народу. Комітет працює з українськими громадами та зацікавленими сторонами, включно з освітніми, релігійними та культурними установами, для підтримки та координації просвітницьких та комеморативних ініціатив та підвищення обізнаності міжнародної спільноти, політичних лідерів та громадянського суспільства щодо історії Голодомору та його значення для сьогоднішньої України. Пріоритетом Комітету є визнання Голодомору актом геноциду українського народу на рівні ООН та кожної держави в світі. Станом на червень 2023 року Городомор визнали геноцидом 29 держав і Європейський парламент. З нагоди 90-х роковин Голодомору СКУ реалізував проєкт «Мережа нащадків Голодомору».

### Світова Координаційна Виховно-Освітня Рада (СКВОР)
Метою Ради є координувати роботу навчально-виховного процесу в діаспорі. СКВОР співпрацює з освітніми закладами задля розвитку української освіти та збереження української ідентичності серед молоді, яка проживає за межами України. СКВОР також підтримує освітні реформи в Україні шляхом залучення педагогів до вдосконалення навчальних програм та їхнього професійного розвитку. Рада проводить освітні вебінари для українських педагогів у світі.

### Комітет із захисту прав СКУ та його мережі
Комітет із захисту прав Світового Конґресу Українців та його мережі було створено в жовтні 2019 року у зв'язку з незаконними рішеннями Генеральної прокуратури та Міністерства юстиції Російської Федерації щодо визнання діяльності СКУ «небажаною на території Російської Федерації», які спрямовані на відмежування СКУ від української діаспори у Російській Федерації. Метою Комітету є оскаржувати ці рішення в судах та сприяти відповідній реакції міжнародної спільноти.

### Фонд розвитку громад
Фонд надає фінансову підтримку українським організаціям із мережі СКУ та їхнього членства для проєктів національного, регіонального або міжнародного характеру, які відповідають основним цілям і завданням СКУ та спрямовані на розбудову громад та/або розвиток громадських провідників; формування правдивого іміджу України та українського народу; інформування про українську історію, культуру та сьогодення; розвиток українського шкільництва в діаспорі; розбудову українського жіночого руху і підтримку жіночого лідерства; залучення молоді до українського громадського життя в діаспорі і сприяння молодіжному лідерству в українській громаді.

## Медаль Святого Володимира Великого
Медаль Святого Володимира Великого — найвища нагорода СКУ для відзначення за вагомий внесок у розбудову діаспори та/або України. В основу медалі ліг срібляник часів Володимира Великого. Медаль має круглу форму з зображенням на аверсі тризуба та написом навколо нього СВІТОВИЙ КОНҐРЕС УКРАЇНЦІВ і UKRAINIAN WORLD CONGRESS та з зображенням на реверсі св. Володимира Великого та написом навколо нього КНЯЗЬ КИЇВСЬКОЇ ДЕРЖАВИ СВ. ВОЛОДИМИР ВЕЛИКИЙ. Медаль виготовляється зі срібла з кільцевою позолотою. Знак Медаль Св. Володимира Великого такий самий, як реверс медалі, та виготовляється з нейзильберу з локальною позолотою.